# Formación Caturrita

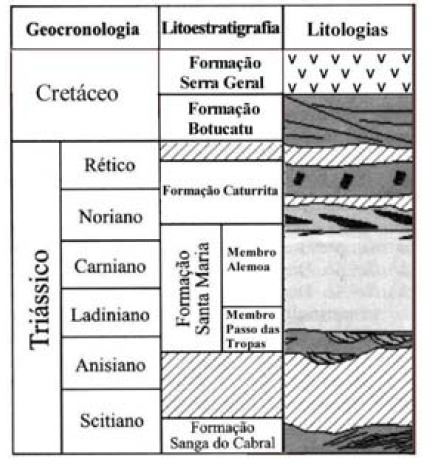
Formación Caturrita. Fuente: UFSM.

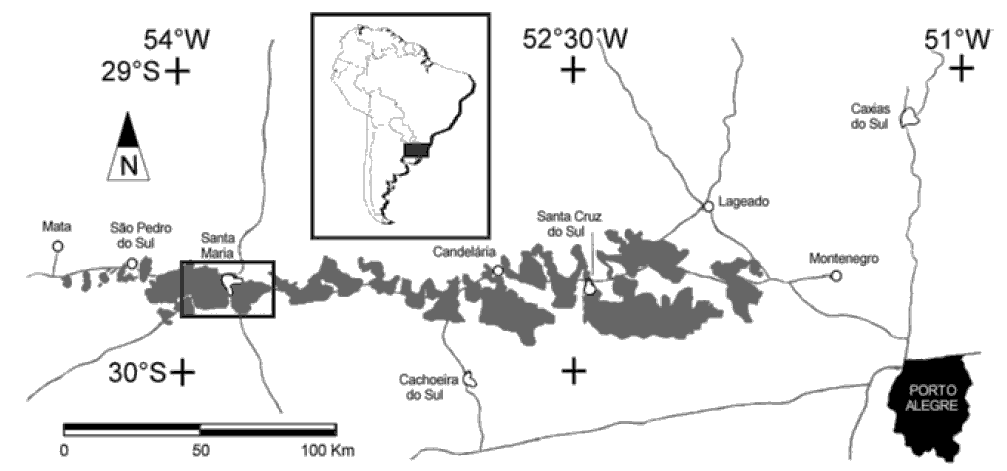
Geoparque de Paleorrota.

La formación Caturrita es una formación geológica en Rio Grande do Sul. Recibió este nombre a causa de un barrio de Santa Maria (Rio Grande do Sul), Brasil. Esta formación se encuentra por encima de la formación Santa Maria. Generalmente se encuentran bosques petrificados en esta formación.
Esta formación geológica se encuentra en geoparques de paleorrota. 

## Cynodonts
| Cynodontia de la formación Caturrita        | Cynodontia de la formación Caturrita | Cynodontia de la formación Caturrita | Cynodontia de la formación Caturrita | Cynodontia de la formación Caturrita |
| Taxa                                        | Presence                             | Notes                                | Images                               |                                      |
| ------------------------------------------- | ------------------------------------ | ------------------------------------ | ------------------------------------ | ------------------------------------ |
| Genus: - Brasilitherium 1. B. riograndensis |                                      |                                      |                                      |                                      |
| Genus: - Brasilodon 1. B. quadrangularis    |                                      |                                      |                                      |                                      |
| Genus: - Exaeretodon                        |                                      |                                      |                                      |                                      |
| Genus: - Irajatherium 1. I. hernandezi      |                                      |                                      |                                      |                                      |
| Genus: - Riograndia 1. R. guaibensis        |                                      |                                      |                                      |                                      |
|                                             |                                      |                                      |                                      |                                      |

## Dicynodonts
| Dicynodontias de la formación Caturrita  | Dicynodontias de la formación Caturrita | Dicynodontias de la formación Caturrita | Dicynodontias de la formación Caturrita | Dicynodontias de la formación Caturrita |
| Taxa                                     | Presence                                | Notes                                   | Images                                  |                                         |
| ---------------------------------------- | --------------------------------------- | --------------------------------------- | --------------------------------------- | --------------------------------------- |
| Genus: - Ischigualastia                  |                                         |                                         |                                         |                                         |
| Genus: - Jachaleria 1. J. candelariensis |                                         |                                         |                                         |                                         |

## Dinosaurios
| Dinosaurios en la Formación Caturrita            | Dinosaurios en la Formación Caturrita                    | Dinosaurios en la Formación Caturrita | Dinosaurios en la Formación Caturrita | Dinosaurios en la Formación Caturrita |
| Taxa                                             | Presencia                                                | Notas                                 | Imágenes                              |                                       |
| ------------------------------------------------ | -------------------------------------------------------- | ------------------------------------- | ------------------------------------- | ------------------------------------- |
| Género: - Guaibasaurus 1. G. candelariensis      | 1. Presencia geográfica en Rio Grande do Sul, Brasil.    | Sauropoda                             |                                       |                                       |
| Genus: - Sacisaurus 1. S. agudoensis             | 1. Presente geográficamente en Rio Grande do Sul, Brasil | Sauropoda                             |                                       |                                       |
| Genus: - Saturnalia 1. S. tupiniquim             | 1. Presencia geográfica en Rio Grande do Sul, Brasil     | Sauropoda                             |                                       |                                       |
| Genus: - Staurikosaurus 1. S. pricei             | 1. Presencia geográfica en Rio Grande do Sul, Brasil     | Theropoda                             |                                       |                                       |
| Genus: - Unaysaurus 1. U. tolentinoi             | 1. Presencia geográfica en Rio Grande do Sul, Brasil     | Sauropoda                             |                                       |                                       |
| Infraorden: - Prosauropoda 1. Género innominado. | 1. Presencia geográfica en Rio Grande do Sul, Brasil.    |                                       |                                       |                                       |

## Sauropsida
| Sauropsida en la Formación Caturrita          | Sauropsida en la Formación Caturrita | Sauropsida en la Formación Caturrita | Sauropsida en la Formación Caturrita | Sauropsida en la Formación Caturrita |
| Taxa                                          | Presencia                            | Notas                                | Imágenes                             |                                      |
| --------------------------------------------- | ------------------------------------ | ------------------------------------ | ------------------------------------ | ------------------------------------ |
| Genus: - Clevosaurus 1. C. brasiliensis       |                                      | Sphenodontia                         |                                      |                                      |
| Genus: - Proterochampsa                       |                                      |                                      |                                      |                                      |
| Genus: - Soturnia 1. S. caliodon              |                                      | Procolophonia                        |                                      |                                      |
| Orden: - Phytosauria 1. Género sin determinar |                                      |                                      |                                      |                                      |
|                                               |                                      |                                      |                                      |                                      |